# 오지마야역
오지마야역(일본어: 小島谷駅)은 일본 니가타현 나가오카시에 위치한 동일본 여객철도 에치고선의 철도역이다. 상대식 승강장 2면 2선의 구조를 갖춘 지상역이다.

## 타는 곳
| 1 | ■ 에치고선 | 하행 | 요시다 · 니가타 방면 ■ 야히코 선 직통 히가시산조 방면 |
| 1 | ■ 에치고선 | 상행 | 이즈모자키 · 가시와자키 방면                          |
| 2 | ■ 에치고선 | 상행 | 가시와자키 방면 (교환 시)                             |

## 이용 현황
| 승차 인원 추이 | 승차 인원 추이 |
| 연도           | 1일 평균       |
| -------------- | -------------- |
| 2009           | 110            |
| 2010           | 107            |

## 역 주변
- 국도 제116호선
- 나가오카 시청 와시마 지소

## 인접 역
| 동일본 여객철도 에치고선 | 동일본 여객철도 에치고선 | 동일본 여객철도 에치고선 |
| ------------------------ | ------------------------ | ------------------------ |
| 묘호지 가시와자키 방면   | ■ 에치고선               | 기리하라 니가타 방면     |